# Bernard av Septimanien
Bernard av Septimanien, död 844, var regerande greve av Barcelona mellan 825 och 844.
Han fick grevskapet Barcelona av Ludvig den fromme sedan den förra greven avlidit. Han var kungens rådgivare.